# Walther Wenck
Walther Wenck (født 18. september 1900 i Wittenberg, død 1. maj 1982) var officer i Wehrmacht, havde befalingen over den tyske 12. Armé ved 2. Verdenskrigs slutning og forestod forsvaret af Berlin. Han var den yngste af alle hærførere, der deltog i 2. Verdenskrig og var kendt for sit ungdommelige udseende.

## Tiden indtil Anden Verdenskrig
Walther Wenck blev født i Wittenberg i Sachsen-Anhalt som tredje søn af officeren Maximilian Wenck. Da han var 11, blev han optaget på den preussiske hærs kadetskole i Naumburg og meldte sig i 1919 ind i Frikorps Reinhard, før han i 1920 trådte ind i Reichswehr, Weimarrepublikkens nyoprettede militær. Han blev gift med Irmgard Wehnhelt i 1928, og et par år senere fik de tvillinger.
Wencks karriere førte ham til pansertropperne, og han steg i graderne. Han blev bemærket bl.a. af oberstløjtnant Heinz Guderian, som støttede den unge Wenck og hjalp hans karriere på vej.

## Anden Verdenskrig
Da 2. Verdenskrig brød ud, blev Wenck udnævnt til major ved 2. Panzer-Regiments 1. kompagni, og han udmærkede sig bl.a. under Slaget om Frankrig; han opnåede flere forfremmelser og blev dekoreret med bl.a. Jernkorsets Ridderkors. Han blev overført til østfronten og tjente i 1943 som stabschef for oberstløjtnant Petre Dumitrescu fra den rumænske hær, og fra 24. marts til 1. april 1944 fungerede han som chef for generalstaben for Heeresgruppe A. 
På Guderians foranledning kommanderede Wenck de tyske tropper i Unternehmen Sonnenwende, som var et af de sidste betydelige kampvognsfremstød. Denne modoffensiv gik ikke som planlagt, men fik dog sinket den sovjetiske hærs angreb på Berlin. Fra juli 1944 tjente han som chef for ledelsen i generalstaben under generaloberst Guderian; en post han bestred, til han blev hårdt såret ved et biluheld i februar 1945.

### Slaget om Berlin
Den 7. april 1945 udnævnte Hitler Wenck til øverstbefalende for 12. armé og beordrede ham til at igangsætte et angreb mod de fremrykkende sovjetiske tropper. Hitler var overbevist om, at Berlin kunne forsvares, men Wenck indså, at Det Tredje Riges hovedstad ikke kunne holdes meget længere. I stedet arbejdede han hårdt for at hjælpe de ca. 500.000 flygtninge, der strømmede ind i det område, der stadig var under tysk kontrol. Han gjorde adskillige større og mindre udfald mod de sovjetiske tropper for at trække opmærksomheden væk fra flygtningene, så de kunne undslippe til de amerikansk besatte zoner. 
Mange tyske hærenheder gjorde særlig stor modstand mod Den Røde Hær i håbet om, at den kunne holdes tilbage, og at tyskerne i stedet kunne kapitulere til de vest-allierede. Frygten for hævn fra Sovjet-hæren var meget stor.

## Efter krigen
Den 4. maj 1945 overgav 12. armé sig til amerikanerne, og tiden fra maj 1945 til jul 1947 tilbragte Wenck som krigsfange. Han havde flere ledende stillinger i tyske firmaer, og fra 1960 til sin pensionering i 1966 var han generaldirektør for Diehl, et firma med hovedsæde i Nürnberg. Wenck døde i et biluheld i Bad Rothenfelde i Niedersachsen den 1. maj 1982. 